# Erythranthe austrolatidens
Erythranthe austrolatidens är en gyckelblomsväxtart som beskrevs av Guy L. Nesom. Erythranthe austrolatidens ingår i släktet Erythranthe och familjen gyckelblomsväxter. Inga underarter finns listade i Catalogue of Life.